# Чемпіонат Польщі з хокею 1953
Чемпіонат Польщі з хокею 1953 — 18-ий чемпіонат Польщі з хокею, чемпіоном став клуб Легія Варшава.

## Попередній раунд

### Група І
| М  | Команда         |
| -- | --------------- |
| 1. | Легія Варшава   |
| 2. | Колеяж (Торунь) |
| 3. | ЛЗС             |

### Група ІІ
| М  | Команда           |
| -- | ----------------- |
| 1. | Гурник Янув       |
| 2. | Будовляні (Ополе) |
| 3. | Сталь             |

### Група ІІІ
| М  | Команда             |
| -- | ------------------- |
| 1. | КТХ Криниця         |
| 2. | Огніво Краків       |
| 3. | Спуйня (Новий Тарг) |

### Група IV
| М  | Команда            |
| -- | ------------------ |
| 1. | Гвардія (Катовіце) |
| 2. | ЛКС (Лодзь)        |
| 3. | АЗС (Катовіце)     |

## Фінальний раунд
| М  | Команда            | І | Ш     | О |
| -- | ------------------ | - | ----- | - |
| 1. | Легія Варшава      | 3 | 21:8  | 6 |
| 2. | КТХ Криниця        | 3 | 21:14 | 3 |
| 3. | Гурник Янув        | 3 | 11:10 | 3 |
| 4. | Гвардія (Катовіце) | 3 | 7:28  | 0 |